# Acceleration Team Groot-Brittannië
Het Acceleration Team Groot-Brittannië is een Brits raceteam dat deelneemt aan het landenkampioenschap Acceleration 2014 in de klasse Formula Acceleration 1. Het team wordt gerund door het nieuwe Spaanse team Moma Motorsport, opgericht door Carlos Mollá en autocoureur Dani Clos. Zij zijn tevens de eigenaren van het team.
In 2014, het eerste seizoen van de klasse, nam het team enkel deel aan het laatste raceweekend als vervanger van het Acceleration Team Venezuela. Teameigenaar Dani Clos was tevens de coureur van het team.

## Resultaten
| Resultaat                     |
| ----------------------------- |
| Winnaar                       |
| Tweede plaats                 |
| Derde plaats                  |
| Gefinisht (punten)            |
| Gefinisht (geen punten)       |
| Niet geklasseerd (NC)         |
| Uitgevallen (DNF)             |
| Niet gekwalificeerd (DNQ)     |
| Gediskwalificeerd (DSQ)       |
| Niet gestart (DNS)            |
| Gewond (INJ)                  |
| Uitgesloten (EX)              |
| Teruggetrokken (WD)           |
| Niet deelgenomen (blanco cel) |
| vetgedrukt (pole position)    |
| cursief (snelste ronde)       |

| Jaar | Coureur   | 1   | 2   | 3   | 4   | 5   | 6   | 7   | 8   | 9     | 10    | Punten | Positie |
| ---- | --------- | --- | --- | --- | --- | --- | --- | --- | --- | ----- | ----- | ------ | ------- |
| 2014 | Dani Clos | ALG | ALG | NAV | NAV | NÜR | NÜR | MON | MON | ASS 5 | ASS 2 | 28     | 10      |
| Jaar | Coureur   | 1   | 2   | 3   | 4   | 5   | 6   | 7   | 8   | 9     | 10    | Punten | Positie |